# Marek Biziuk
Marek Biziuk (ur. 25 czerwca 1947 w Sokółce) – profesor chemii specjalizujący się w chemii analitycznej, a zwłaszcza w analizie gleby, wody, materiału biologicznego oraz analizie zanieczyszczeń środowiska.

## Życiorys
Zatrudniony w Katedrze Chemii Analitycznej na Wydziale Chemicznym Politechniki Gdańskiej, przewodniczący Zespołu Nauczania Chemii Analitycznej w ramach Komitetu Chemii Analitycznej PAN, członek Komitetu Badań Morza PAN. Promotor kilkunastu rozpraw doktorskich.
Studiował na Wydziale Chemicznym PG w latach 1964−1969 otrzymując dyplom magistra inżyniera 30 października 1969. Posiada tytuł profesora zwyczajnego. W 2001 uzyskał tytuł profesora nauk chemicznych. Aktualnie (2015) jest zatrudniony na tym wydziale na stanowisku profesora zwyczajnego.
Jego zainteresowania naukowe skupiają się na ekotoksykologii, analizie pestycydów, organicznych i nieorganicznych zanieczyszczeń żywności i wody, związków endokrynnie czynnych, analizie kryminalistycznej oraz chemometrii.

## Przebieg pracy zawodowej w PG
- 1969−1970 asystent stażysta w Zakładzie Chemii Analitycznej IIChNiTP
- 1970−1971 asystent
- 1971−1977 starszy asystent
- 1977−1995 adiunkt w Katedrze Chemii Analitycznej
- 1995−1997 adiunkt z habilitacją
- 1997−2007 profesor nadzw.
- 2007− obecnie profesor zw.